# Manhunt: Unabomber
Manhunt: Unabomber es la primera temporada de la serie televisiva antológica de Género dramático estadounidense creada por Andrew Sodroski y estrenada el 1 de agosto de 2017 por medio de la cadena Discovery Channel en Estados Unidos y el 12 de diciembre de 2017 a través de la plataforma Netflix. En 2020 se emitió la segunda temporada, Manhunt: Deadly Games. 
La temporada narra la historia real de la caza de Theodore "Ted" Kaczynski, un hombre que aterrorizó a la nación estadounidense mediante el envío de una serie de cartas bomba entre los años ochenta y principios de los noventa.

## Historia
La agencia del FBI asigna al perfilador y analista de conducta James "Fitz" Fitzgerald para ayudarles a localizar al terrorista llamado Unabomber (sobrenombre derivado de las siglas "University and Airline Bomber", es decir, Terrorista de Universidades y Aerolíneas), un hombre que comienza a sembrar el terror en los años ochenta y principios de los noventa cuando envía paquetes bomba motivado por su análisis de la sociedad moderna tecnológica. Fitz se obsesiona por el caso hasta el punto de conocer al personaje que persigue más que a sí mismo y teniendo que enfrentarse a los propios agentes que lo unieron al caso. Paralelamente, se sigue la historia del propio Unabomber.

## Reparto
Personajes principales
- Sam Worthington como James R. Fitzgerald.
- Paul Bettany como Theodore "Ted" Kaczynski.
- Jeremy Bobb como Stan Cole.
- Keisha Castle-Hughes como Tabby Milgrim.
- Lynn Collins como Natalie Rogers.
- Brían F. O'Byrne como Frank McAlpine.
- Elizabeth Reaser como Ellie Fitzgerald.
- Ben Weber como Andy Genelli.
- Chris Noth como Don Ackerman.

Personajes recurrentes
- Jane Lynch como Janet Reno.
- Katja Herbers como Linda Kaczynski.
- Michael Nouri como Bob Guccione.
- Jill Remez como Susan Mosse.
- Wallace Langham como Louis Freeh.
- Brian d'Arcy James como Henry Murray.
- Mark Duplass como David Kaczynski.
- Diesel Madkins como Ernie Espisito.
- Will Murden como Sean Fitzgerald.
- Carter y Colby Zier como Ryan Fitzgerald.
- Jana Allen como Heidi Shumway.
- Trieste Kelly Dunn como Theresa Oakes.
- Griff Furst como Burkhardt.
- Rebecca Henderson como Judy Clarke.
- Bonnie Johnson como Wanda Kaczynski.
- Steve Coulter como Anthony Bisceglie.
- Mary Rachel Dudley como Lois Epstein.
- Tyler Huth como Timmy Oakes.
- Doug Kruse como David Gelernter.
- Mike Pniewski como Charles Epstein.
- Gregory Alan Williams como Garland Burrell.
- McKenna Grace Martin como Joanna Epstein.

## Episodios
La serie está conformada por ocho episodios

## Producción
La serie fue creada por Andrew Sodroski, quien también formó parte de los productores ejecutivos, mientras que Greg Yaitanes ejerció como productor ejecutivo, director y showrunner. La escritura estuvo a cargo de Sodroski y Nick Schenk.
David A. Rosemont fue productor, mientras que en la producción ejecutiva también trabajaron Kevin Spacey, John Goldwyn, Troy Searer y Dana Brunetti, así como Nick Schenk, quien estuvo a cargo de la coproducción ejecutiva.
La cinematografía estuvo a cargo de Zack Galler, mientras que la edición fue realizada por Iain Erskine y Scott Turner.
La producción de la serie comenzó el 30 de enero de 2017 en Atlanta, Georgia, y se estrenó a finales del mismo año.